# David Jacobson (réalisateur)
Pour les articles homonymes, voir Jacobson.
David Jacobson est un réalisateur et scénariste américain, né à Van Nuys, en Californie (États-Unis).

## Filmographie
- 1994 : Criminal
- 2002 : Dahmer le Cannibale (Dahmer)
- 2005 : Down in the Valley
- 2012 : La Mort en sursis (Tomorrow, You're Gone)

## Distinctions
- Nomination au prix John Cassavetes, lors des Film Independent's Spirit Awards en 2003 pour Dahmer.